# Gregory Karlen
Gregory Karlen (Sion, 30 de enero de 1995) es un futbolista suizo. Su posición es la de delantero y su club es el FC St. Gallen de la Superliga de Suiza.

## Trayectoria

### FC St. Gallen 1879
El 3 de agosto de 2022 se hizo oficial su llegada al FC St. Gallen firmando un contrato por un año.

## Selección nacional

### Participaciones en selección nacional
| Torneo                                                                  | Categoría | Sede      | Resultado    | Partidos | Goles |
| ----------------------------------------------------------------------- | --------- | --------- | ------------ | -------- | ----- |
| Fase de clasificación para el Campeonato Europeo Sub-17 de la UEFA 2012 | Sub-17    | Eslovenia | No clasificó | 3        | 0     |
| Fase de clasificación para el Campeonato Europeo de la UEFA Sub-19 2014 | Sub-19    | Hungría   | No clasificó | 2        | 1     |

## Estadísticas

### Clubes
Actualizado al último partido jugado el 12 de noviembre de 2022.
| F. C. Sion · Suiza | 1.ª           | 2015-16       | 5   | 2  | 2  | 0 | 2 | 0 | 9   | 2  | 0,22 |
| F. C. Sion · Suiza | 1.ª           | 2016-17       | 28  | 2  | 4  | 0 | - | - | 32  | 2  | 0,06 |
| F. C. Sion · Suiza | 1.ª           | 2017-18       | 6   | 0  | 1  | 0 | 2 | 0 | 9   | 0  | 0    |
| F. C. Sion · Suiza | Total club    | Total club    | 39  | 4  | 7  | 0 | 4 | 0 | 50  | 4  | 0,08 |
| F. C. Thun · Suiza | 1.ª           | 2017-18       | 17  | 1  | -  | - | - | - | 17  | 1  | 0,06 |
| F. C. Thun · Suiza | 1.ª           | 2018-19       | 28  | 3  | 5  | 0 | - | - | 33  | 3  | 0,09 |
| F. C. Thun · Suiza | 1.ª           | 2019-20       | 15  | 3  | 1  | 0 | - | - | 16  | 3  | 0,19 |
| F. C. Thun · Suiza | 2.ª           | 2020-21       | 35  | 3  | 2  | 0 | - | - | 37  | 3  | 0,08 |
| F. C. Thun · Suiza | 2.ª           | 2021-22       | 31  | 1  | 3  | 0 | - | - | 34  | 1  | 0,03 |
| F. C. Thun · Suiza | Total club    | Total club    | 126 | 11 | 12 | 0 | 0 | 0 | 138 | 11 | 0,08 |
| F. C. St. Gallen · Suiza                                                                                                  | 1.ª           | 2022-23       | 8   | 1  | 2  | 2 | - | - | 10  | 3  | 0,30 |
| F. C. St. Gallen · Suiza                                                                                                  | Total club    | Total club    | 8   | 1  | 2  | 2 | 0 | 0 | 10  | 3  | 0,30 |
| Total carrera | Total carrera | Total carrera | 173 | 16 | 21 | 2 | 4 | 0 | 198 | 17 | 0,09 |
| (1) Incluye datos de Copa Suiza. (2) Incluye datos de Liga Europa de la UEFA. (3) No incluye goles en partidos amistosos. |               |               |     |    |    |   |   |   |     |    |      |